# Elizabeth Deeble
Elizabeth Deeble (1899 - 1972) fue una periodista y corresponsal de guerra estadounidense que vivió en España durante la Guerra civil española.

## Vida y carrera
Trabajó en Barcelona y firmó sus artículos como "E.O. Deeble" para evitar el rechazo de los editores por ser mujer. Sus amigos comenzaron a llamarla "Deeble".

En un párrafo, describe a los refugiados de Valencia en 1936, cuando la guerra acababa de comenzar:
A todas horas siguen llegando a Valencia personas infelices cuyas pobres casas ya no existen y que todavía cargan con sus bienes mundanos a cuestas. Si no fuera por la extraordinaria eficacia con que se les alimenta, se les viste, se les conforta y se les envía de nuevo a los pueblos y aldeas cercanos, sí que constituirían un grave problema, pues esta ciudad de 400.000 habitantes ha recibido durante el último mes a casi un millón de forasteros de un tipo u otro.
Era amiga de Kitty Bowler, voluntaria del Comité Mundial contra la Guerra y el Fascismo. También mantuvo correspondencia con Josephine Cobb.
Además de su trabajo como corresponsal de guerra, Deeble trabajó como jefa de la sección de habla inglesa del Comisariado de Propaganda Catalán, creado en 1937; en este puesto, un residente británico en Barcelona describió a Deeble como «una esnob gloriosa sin ningún interés en la política». Deeble vivió quince años en Barcelona y también fue descrita como un "guía magnífica".[cita requerida]